# أنا دولس فيليكس
أنا دولس فيليكس (بالبرتغالية: Ana Dulce Felix‏) هي عدائة مسافات طويلة برتغالية ولدت في يوم 23 أكتوبر 1982 في أزوريم في البرتغال، أبرز إنجازاتها هو فوزها بالميدالية الذهبية في بطولة أوروبا لألعاب القوى 2012 في هلسنكي في سباق 10 كلم وفوزها بالميدالية الفضية في بطولة أوروبا لألعاب القوى 2016 في أمستردام.

## روابط خارجية
- أنا دولس فيليكس على موقع الاتحاد الدولي لألعاب القوى (الإنجليزية)
- أنا دولس فيليكس على موقع الاتحاد الأوروبي لألعاب القوى (الإنجليزية)
- أنا دولس فيليكس على موقع رابطة إحصائيات سباق الطريق (الإنجليزية)
- أنا دولس فيليكس على موقع أوليمبيديا (الإنجليزية)